# Созинов, Валентин Дмитриевич
Валенти́н Дми́триевич Со́зинов (28 ноября 1915, Уфа — 24 января, 1997, Москва) — советский военачальник, начальник штаба — первый заместитель командующего войсками Московского округа ПВО (1961—1968); начальник Главного штаба — первый заместитель главнокомандующего Войск ПВО страны (1968—1979). Генерал-полковник  (29.04.1970).

## Биография
Родился 28 ноября 1915 года в городе Уфа Уфимской губернии (ныне — столица Республики Башкортостан). Русский.
На военной службе с 1934 года. Окончил Орджоникидзевское военное училище.
Принимал участие в боях на Халхин-Голе. Участник Великой Отечественной войны. Служил помощником, а затем старшим помощником начальника оперативного отдела штаба Закавказского фронта, майор. Награжден орденом Красной Звезды и боевыми медалями.
В 1945 году поступил в Военную академию имени М. В. Фрунзе, которую окончил в 1948 году. Занимал различные командные и штабные должности.
В 1950-1952 годах служил военным советником в Корее. Выполнял специальные задания в Иране, а также по освоению Севера и Северного полюса. В ноябре 1952 года поступил в Высшую военную академию имени К. Е. Ворошилова (ныне — Военная академия Генерального Штаба Вооружённых Сил Российской Федерации), которую окончил в 1954 году. По окончании академии направлен в Войска противовоздушной обороны (ПВО), где был назначен на должность командира отдельного корпуса ПВО.
В декабре 1961 — июне 1968 года — начальник штаба — первый заместитель командующего войсками Московского округа ПВО. В июне 1968 — сентябре 1979 года — начальник Главного Штаба — первый заместитель главнокомандующего  Войск ПВО СССР. Более 16 лет работал под началом генерала армии, а затем Маршала Советского Союза П. Ф. Батицкого в качестве первого заместителя сначала в округе, а затем в Войсках ПВО.
Непосредственный руководитель разработки и реализации плана создания ПВО страны. Автор ряда научных трудов.
С сентября 1979 года генерал-полковник В. Д. Созинов — в запасе.
После увольнения из Вооружённых Сил работал в Управлении делами Совета Министров СССР.
Жил в Москве. Умер 24 января 1997 года. Похоронен в Москве на Троекуровском кладбище.
Кандидат военных наук.

## Награды
- орден Ленина;
- 2 ордена Красного Знамени;
- орден Отечественной войны 1-й степени (11.03.1985);
- орден Дружбы народов (28.11.1985);
- 3 ордена Красной Звезды (в т. ч. 10.02.1943[1]; 14.01.1952[2]);
- орден «За службу Родине в Вооружённых Силах СССР» 3-й степени;
- медали СССР и Российской Федерации, в том числе «За оборону Кавказа»[3];
- иностранные ордена и медали;
- Государственная премия СССР.

## Сочинения
- Созинов В. Д. Совершенствование оперативных форм применения Войск ПВО страны // Военно-исторический журнал. — 1979. — № 10. — С. 7—25.